# Museu Capixaba do Negro
O Museu Capixaba do Negro "Verônica da Pas" (MUCANE) é um museu brasileiro localizado no município de Vitória, no Espírito Santo.
Fundado em 13 de maio de 1993, é tido como o principal equipamento municipal vitoriense relacionado a atividades de difusão e memória da identidade e cultura dos povos afrodescendentes. O nome do espaço é uma homenagem à Maria Verônica da Pas, ex-integrante da comissão criadora do museu e também a primeira coordenadora da instituição.
Está instalado em um prédio histórico, construído em 1912, que no passado havia abrigado uma casa de couros e, posteriormente, uma farmácia. Em 1923, já sob propriedade do Governo do Estado capixaba, tornou-se sede do Correio de Vitória, do Departamento de Estatística Geral e do Departamento Estadual de Cultura. O edifício do Museu passou por um processo de reforma e restauração, sendo entregue em 2012 para sociedade civil.
Conta com equipamentos como auditório, biblioteca, área de eventos, espaço para exposições e mezaninos.
Sob gestão da Prefeitura de Vitória desde 2008, realiza cursos e oficinas de formação cultural, debates, mostras e apresentações voltadas à história e à identidade negras.

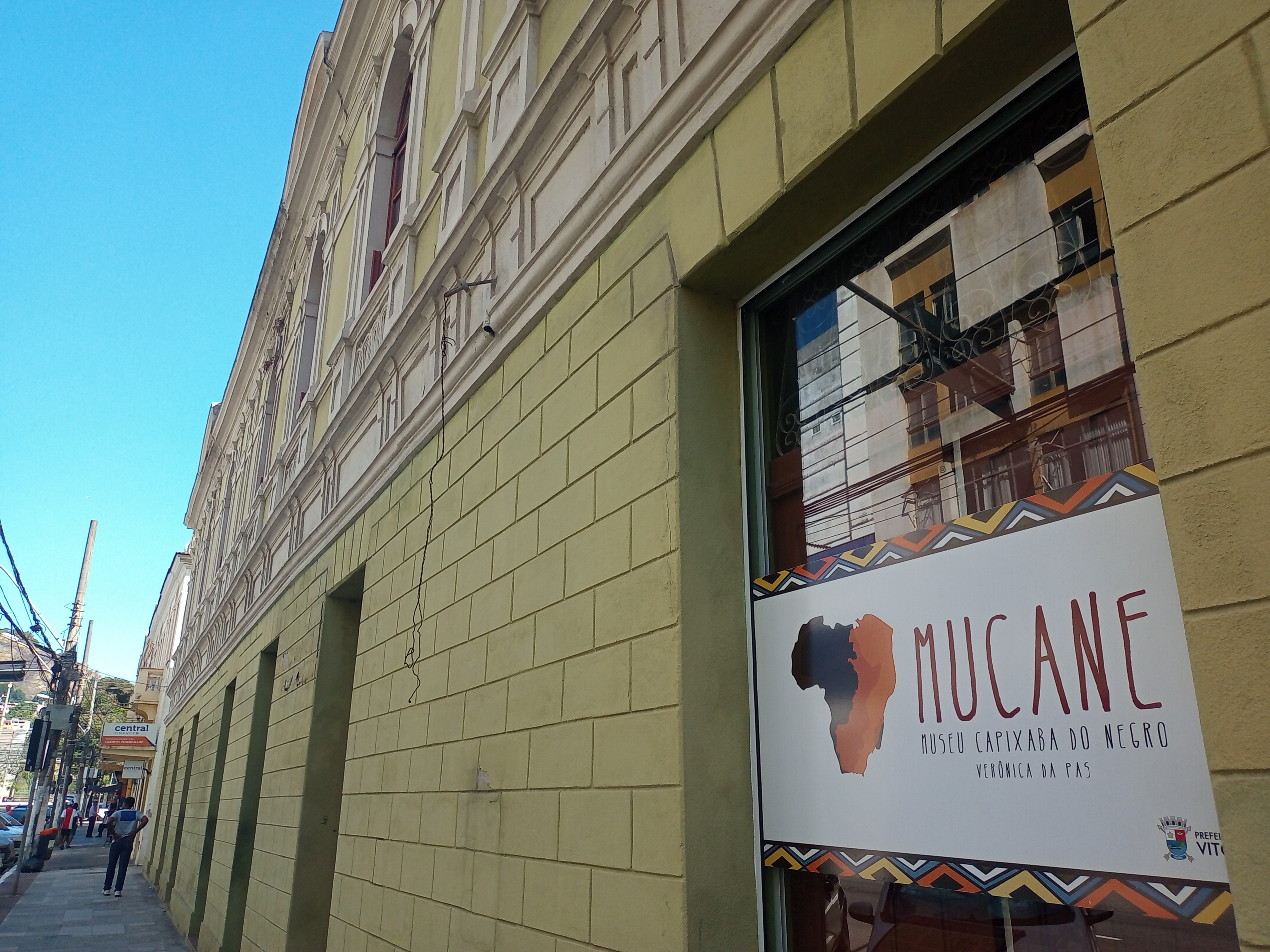
Logo do Museu Capixaba do Negro